# 安宁镇 (西昌市)
安宁镇，是中华人民共和国四川省凉山彝族自治州西昌市下辖的一个乡镇级行政单位。

## 行政区划
安宁镇下辖以下地区：
安宁镇社区、康宁村、马坪坝村、东山村、和平村、五堡村、土房村、源兴村、杨家村、顺河村、高堆村和民运村。